# Raffael Scheck
Raffael Scheck (* 11. Juli 1960 in Freiburg im Breisgau) ist ein deutscher Historiker, Professor am Colby College in Waterville (Maine), Vereinigte Staaten.
Scheck studierte an der Universität Zürich und der Brandeis University in Waltham (Massachusetts) und habilitierte sich im April 2003 an der Universität Basel mit einer Arbeit über das Thema „Mothers of the Nation: Right-Wing Women in the Weimar Republic.“ Mit „Hitlers afrikanische Opfer“, Original: „Hitler’s African victims“, 2006, wie in anderen seiner Forschungsarbeiten bemüht er sich um die Revision eines eurozentristischen Geschichtsbildes in der Rezeption des 20. Jahrhunderts. Seit 1994 unterrichtet er am Colby College in Walterville (Maine).